# Echinocereus nivosus
 (avril 2011).
Si vous disposez d'ouvrages ou d'articles de référence ou si vous connaissez des sites web de qualité traitant du thème abordé ici, merci de compléter l'article en donnant les références utiles à sa vérifiabilité et en les liant à la section « Notes et références ».
Espèce
Classification APG III (2009)

Echinocereus nivosus est un cactus (famille des Cactaceae) originaire du Mexique. La plante forme une touffe de cierges de petite taille à épines blanches et fines, les fleurs sont roses. Elle peut supporter des températures de l'ordre de -10 °C.